# Севен-Гіллс (Огайо)
Севен-Гіллс (англ. Seven Hills) — місто (англ. city) в США, в окрузі Каягога штату Огайо. Населення — 11 720 осіб (2020).

## Географія
Севен-Гіллс розташований за координатами 41°22′47″ пн. ш. 81°40′33″ зх. д. / 41.37972° пн. ш. 81.67583° зх. д. (41.379792, -81.675817).  За даними Бюро перепису населення США в 2010 році місто мало площу 12,73 км², з яких 12,71 км² — суходіл та 0,02 км² — водойми.

## Демографія
Згідно з переписом 2010 року, у місті мешкали 11 804 особи в 4989 домогосподарствах у складі 3586 родин. Густота населення становила 927 осіб/км².  Було 5167 помешкань (406/км²).
Расовий склад населення:
| - 95,6 % — білих - 2,5 % — азіатів - 0,8 % — чорних або афроамериканців - 0,1 % — корінних американців |

До двох чи більше рас належало 0,7 %. Частка іспаномовних становила 1,3 % від усіх жителів.
За віковим діапазоном населення розподілялося таким чином: 16,3 % — особи молодші 18 років, 57,4 % — особи у віці 18—64 років, 26,3 % — особи у віці 65 років та старші. Медіана віку мешканця становила 50,0 року. На 100 осіб жіночої статі у місті припадало 95,0 чоловіків;  на 100 жінок у віці від 18 років та старших — 92,7 чоловіків також старших 18 років.
Середній дохід на одне домашнє господарство  становив 82 837 доларів США (медіана — 71 923), а середній дохід на одну сім'ю — 94 813 долари (медіана — 86 137). Медіана доходів становила 59 819 доларів для чоловіків та 46 303 долари для жінок. За межею бідності перебувало 4,1 % осіб, у тому числі 3,4 % дітей у віці до 18 років та 5,5 % осіб у віці 65 років та старших.
Цивільне працевлаштоване населення становило 5900 осіб. Основні галузі зайнятості: освіта, охорона здоров'я та соціальна допомога — 25,3 %, науковці, спеціалісти, менеджери — 14,3 %, виробництво — 12,0 %, фінанси, страхування та нерухомість — 11,3 %.